# Аналитична функция
В математиката под аналитична функция се разбира функция, която е зададена локално със сходящ степенен ред. Аналитичните функции представляват своеобразно обобщение на полиномите. Прави се разлика между аналитична функция на реална променлива и аналитична функция на комплексна променлива (холоморфна функция). Макар че и двата вида имат някои общи свойства (например диференцируемост), холоморфните функции притежават допълнителни свойства, които липсват при аналитичните функции на реална променлива.

## Определение
Една функция е реална аналитична в отвореното множество D от реалната права, ако за всяка точка {\displaystyle x_{0}\in D} е възможно представяне по следния начин:
{\displaystyle f(x)=\sum _{n=0}^{\infty }a_{n}\left(x-x_{0}\right)^{n}=a_{0}+a_{1}(x-x_{0})+a_{2}(x-x_{0})^{2}+a_{3}(x-x_{0})^{3}+\cdots {,}}
където коефициентите a0, a1, ... са реални числа и степенният ред е сходящ за всяко x в околност на x0.
Казано по друг начин, аналитична функция е безкрайно диференцируема функция в D, чиито тейлъров ред във всяка точка x0 в D
{\displaystyle T(x)=\sum _{n=0}^{\infty }{\frac {f^{(n)}(x_{0})}{n!}}(x-x_{0})^{n}}
е сходящ за всяко x в околност на x0 и е равен на f(x).
Определението за комплексна аналитична функция се получава като заменим реална права с комплексна равнина в горните редове.

## Примери
- Всеки комплексен полином (от степен n) е аналитичен. Това се дължи на факта, че коефициентите пред членовете от степен по-висока от n са нули и полиномът съвпада с тейлоровия си ред.

- Показателната функция е аналитична, защото нейният тейлоров ред е сходящ навсякъде в дефиниционната ѝ област.

- Тригонометричните функции, логаритъмът, и степенната функция са аналитични във всяко отворено подмножество на дефиниционната си област.

- Функцията абсолютна стойност върху реалната права или комплексната равнина не е аналитична, понеже не е диференцируема в 0.

- Функцията комплексно спрягане {\displaystyle z\rightarrow {\overline {z}}} не е аналитична в {\displaystyle \mathbb {C} }, макар че е в {\displaystyle \mathbb {R} }.

## Свойства на аналитичните функции
- Сбор, произведение и композиция на аналитични функции е аналитична функция.
- Реципрочната функция на аналитична функция, която не се анулира, е аналитична.
- Ако функцията f е аналитична в точката {\displaystyle x\in D}, то тя притежава производни от произволен ред в {\displaystyle x\in D}. Обратното твърдение не е вярно.
- За всяко отворено множество Ω ⊆ C, множеството A(Ω), съдържащо всички ограничени аналитични функции u : Ω → C е банахово пространство спрямо супремум-нормата. Че границата на равномерно сходяща редица от аналитични функции е аналитична функция, се доказва в (при поставените условия) чрез теоремата на Морера.